# Peperomia granulosa
Peperomia granulosa är en pepparväxtart som beskrevs av William Trelease. Peperomia granulosa ingår i släktet peperomior, och familjen pepparväxter. Inga underarter finns listade i Catalogue of Life.